# Канцелярія

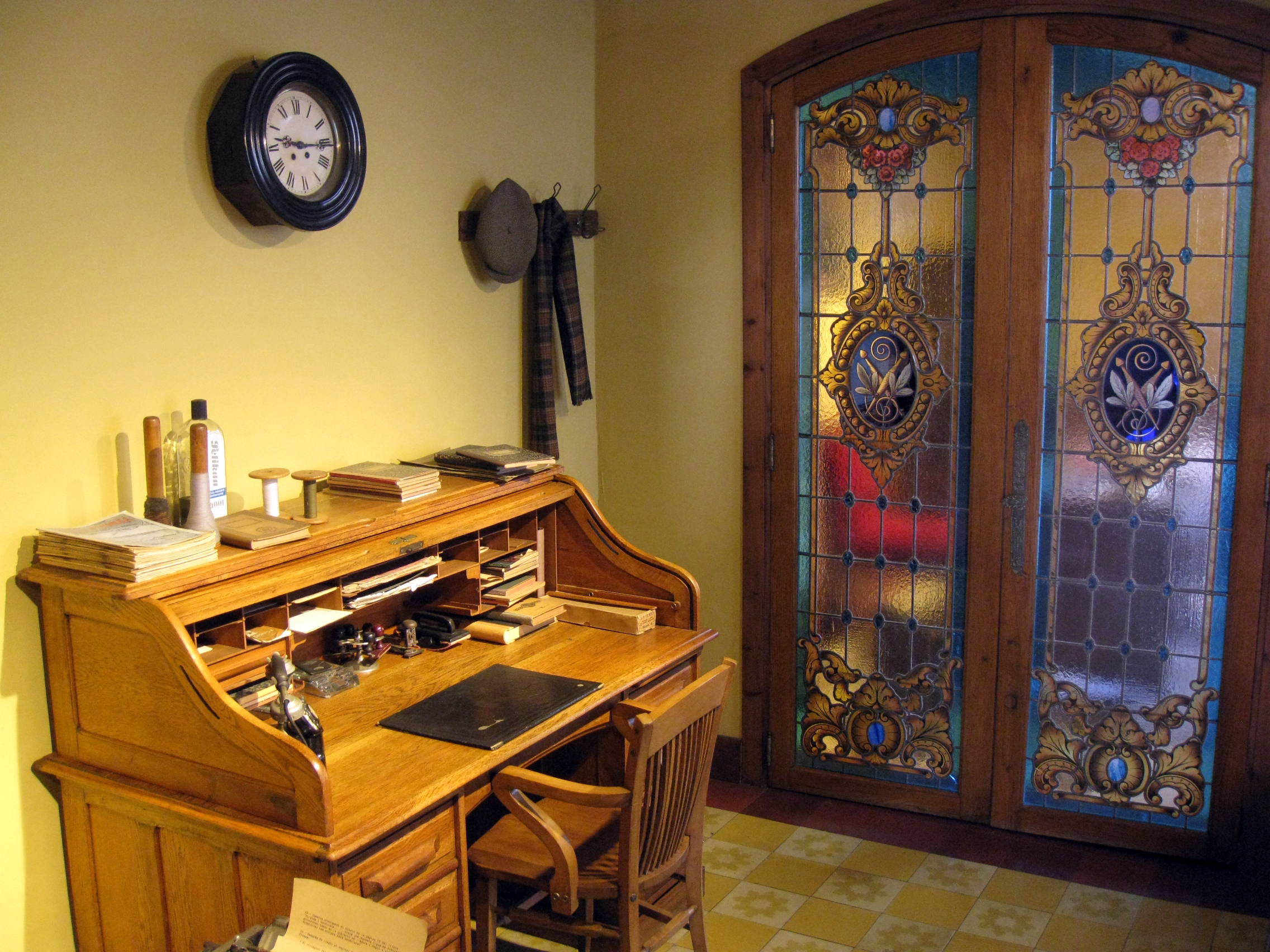

Канцелярія (пол. kancelaria від лат. cancellarius «діловод», звідки і «канцлер») — підрозділ організації при посадовій особі, яка керує діловодством, службовим листуванням, оформленням документації, в більш вузькому сенсі — назва ряду державних установ.

## У військовому середовищі
У військових підрозділах та частинах  організації від батальйону і вище функції канцелярії виконує штаб. 
В радянському статуті внутрішньої служби кімната, в якій готується до занять, виконує службові документи командир роти, офіцери і прапорщики роти, називалася канцелярія роти. В українській армії це Кімната командира роти , проте на слензі військові по-старому називають це приміщення канцелярією, а військовослужбовців, що залучаються до оформлення службових і бойових документів — писарями, хоча розробляються документи з допомогою персональних комп'ютерів.